# 加藤鑰平
加藤 鑰平（かとう やくへい、1891年（明治24年）1月25日 - 1974年（昭和49年）7月4日）は、日本の陸軍軍人。最終階級は陸軍中将。

## 経歴
愛知県出身。竹材商・加藤直八の三男として生まれる。明倫中学校（現愛知県立明和高等学校）卒業を経て、1913年（大正2年）5月、陸軍士官学校（25期）を卒業。同年12月、歩兵少尉に任官し歩兵第18連隊付となる。1924年（大正13年）11月、陸軍大学校（36期）を卒業し歩兵第18連隊中隊長に就任。
1925年（大正14年）12月、参謀本部付勤務となり、参謀本部員を務め、1928年（昭和3年）8月、歩兵少佐に昇進。1929年（昭和4年）2月から1931年（昭和6年）2月までアメリカに駐在し、アメリカ大使館付武官補佐官に就任。歩兵第35連隊付を経て、1932年（昭和7年）8月、歩兵中佐に進み関東軍司令部付となる。1933年（昭和8年）2月、関東軍参謀に就任し、参謀本部員、参謀本部運輸課長を務め、1937年（昭和12年）3月、歩兵大佐に昇進。1938年（昭和13年）7月、歩兵第68連隊長に発令され日中戦争に出征。1939年（昭和14年）8月、陸軍少将に進み朝鮮軍司令部付となる。
1939年（昭和14年）9月、朝鮮軍参謀長、1941年（昭和16年）3月、南支那方面軍参謀長、同年6月、第23軍参謀長を歴任し、同年9月、参謀本部第3部長に就任。1942年（昭和17年）8月、陸軍中将に昇進。同年11月、第8方面軍参謀長に転じて太平洋戦争に出征し、今村均司令官を補佐して終戦を迎えた。
その後、BC級戦犯容疑者として逮捕され、第8方面軍参謀長として「日本の軍事作戦と直接関連のある仕事に捕虜を不法に使役した」との容疑で起訴されて、オーストラリア・ラバウル法廷で参謀長の職務権限にはないとの理由で無罪となった。1947年（昭和22年）10月に復員。帰国後、別件のBC級戦犯容疑で逮捕された。参謀本部第3部長として「捕虜労働を非道な状態で海上輸送する計画の当事者」との容疑で起訴され、アメリカ・横浜法廷で1948年（昭和23年）12月、禁固18年の有罪判決を受けた。同年1月31日、公職追放仮指定を受けた。1954年（昭和29年）12月に仮釈放となった。

## 栄典
勲章等
- 1940年（昭和15年）8月15日 - 紀元二千六百年祝典記念章[8]